# Žmavc
Žmavc je priimek več znanih Slovencev:
- Andrej Žmavc (1874–1950), enolog, vinogradnik
- Bina Štampe Žmavc (*1951), književnica, prevajalka in režiserka
- Bojan Žmavc, generalni direktor Uprave za zaščito in reševanje RS
- Gaj Žmavc, baletni plesalec in koreograf
- Gorazd Žmavc (*1947), pravnik, gospodarstvenik, politik
- Ivan Žmavc (1871–1956), filozof, "sociotehnik" in knjižničar
- Ivanka Baran (r. Žmavc) (1912–2009), knjižničarka, bibliografka
- Jakob Žmavc (1867–1950), šolnik, konservator
- Janez Žmavc (1924–2019), dramatik, dramaturg in knjižničar
- Janez Žmavc (*1932), gradbenik, univ. prof., predsednik Društva taboriščnikov Ukradeni otroci
- Janja Žmavc, klasična filologinja-latinistka: retorika, pedagogika; prof. FH UNG...
- Jože Žmavc, dipl. ing. elektrotehnike, ljubitelj slik
- Jurij Žmavc (1843–1903), folklorist, pesnik
- Marjan Žmavc (*1959), učitelj in politik
- Mihael Žmavc (1933–2006), strokovnjak za kmetijsko mehanizacijo
- Sanja Žmavc, etnologinja, umetnica, aktivistka ...